# Гузієнко Андрій Святославович
Андрій Святославович Гузієнко (рос. Андрей Святославович Гузиенко; нар. 15 квітня 1964, Магнітогорськ, СРСР — пом. 14 травня 2019, Чернівці, Україна) — радянський та український футболіст, нападник.

## Життєпис
Народився в Магнітогорську, Челябінська область. Проте футболом розпочав займатися в РСДЮСШОР міста Фрунзе, перший тренер — О. Корнєєв. Дорослу футбольну кар'єру розпочав у Фрунзе, в складі місцевих команд «Семетей», «Алга», ЦОР (усі — виступали в другій союзній лізі) та «Буревіснику» (КФК). У 1984 році проходив військову службу в складі московського ЦСКА, яке виступало в Першій лізі радянського чемпіонату. З 1985 по 1986 роки захищав кольори вищолігового одеського «Чорноморця», проте закріпитися в одеському колективі не зумів (зіграв 4 матчі у «вишці»). Відіграв один сезон в івано-франківському «Прикарпатті». З 1987 по 1990 роки захищав кольори чернівецької «Буковини». У 1990 році виїхав до Югославії, де протягом двох наступних років захищав кольори ФК «Бечей» з Другої ліги. У 1992 році повернувся в Україну, де по сезону відіграв у складі чернівецької «Лади» та заліщицького «Дністра», після чого завершив кар'єру футболіста.

## Досягнення
- Переможець Чемпіонату УРСР (1): 1988.
- Переможець Другої ліги СРСР (1): 1990.
- Срібний призер Чемпіонату УРСР (1): 1989.